# Liljeholmens brandstation

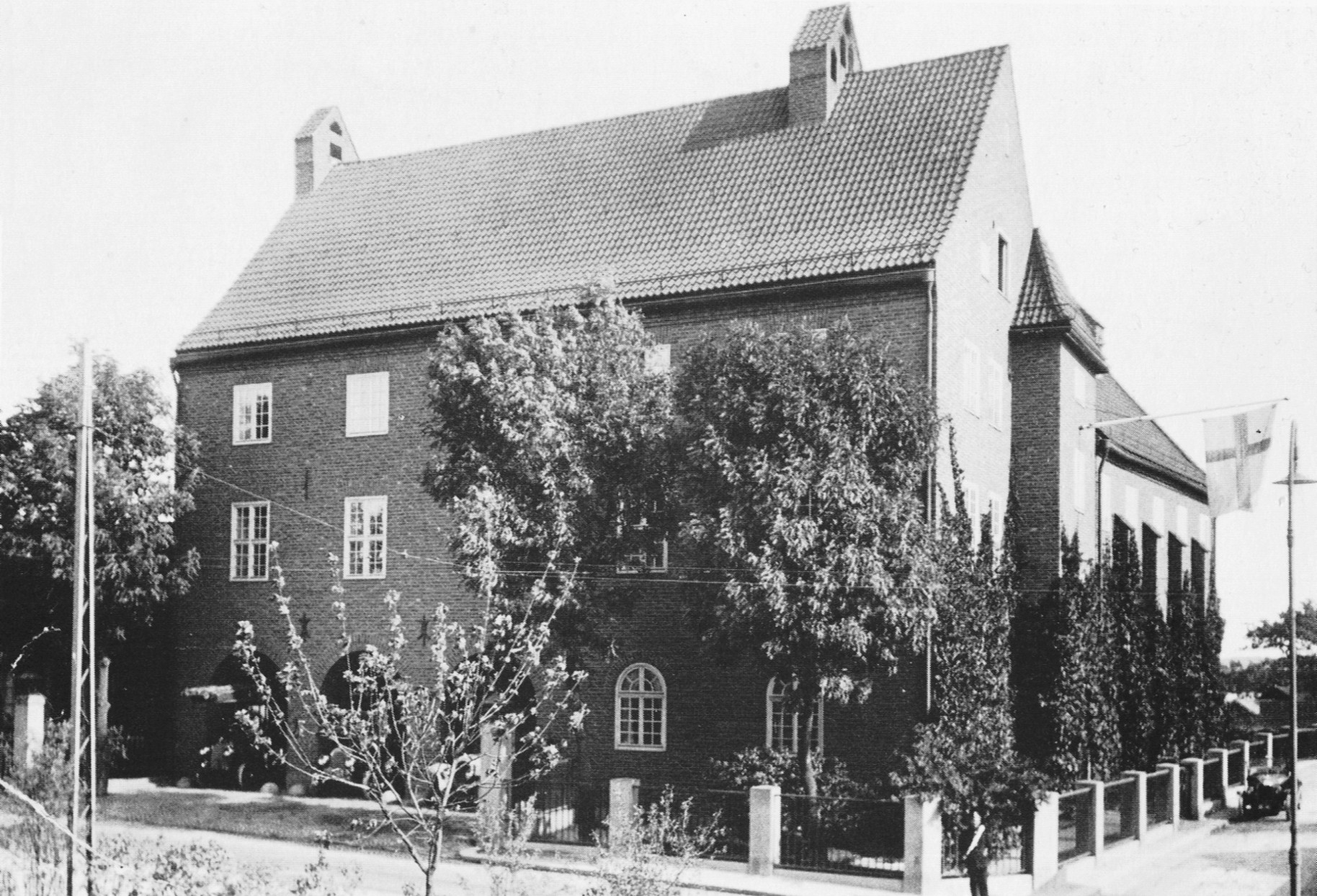
Liljeholmens brandstation 1916.

Liljeholmens brandstation  var en brandstation för Stockholms brandförsvar belägen vid Södertäljevägen i stadsdelen Liljeholmen i Stockholm. Stationen togs i bruk 1916 och lades ner 1944. Byggnaden revs 1964 i samband med breddningen av Södertäljevägen.

## Historik

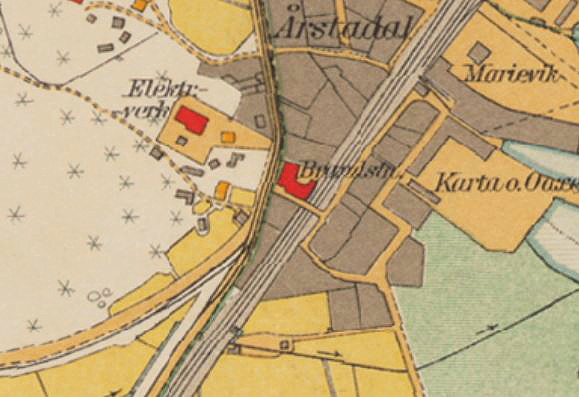
Liljeholmens brandstation och Nybohovsstationen på en karta från 1934.

Sedan Brännkyrka socken blev en del av Stockholms stad 1913 övertog staden ansvaret för brandsläckning i denna del. Till en början fick Maria brandstation vid Rosenlundsgatan 1 och Katarina brandstation vid Tjärhovsgatan 9–11 överta uppgiften. Båda förstärktes även med personal och hästar. År 1914 började man planera för en ny brandstation som skulle placeras intill Södertäljevägen, inte långt från Liljeholmens järnvägsstation. I närheten fanns redan Nybohovsstationen, invigd 1914. Arkitekt Waldemar Johanson fick uppdraget att rita den nya brandstationen som öppnade den 26 september 1916. Samma år stängdes Maria brandstation. 
Liljeholmens brandstation var bemannad med en brandmästare, tre brandförmän och 18 brandmän. Till den tekniska utrustningen hörde flera motordrivna fordon. År 1944 lades även Liljeholmsstationen ner. Då stod Hägerstens brandstation vid Bäckvägen 1 i Midsommarkransen färdig. Gamla stationsbyggnaden fanns kvar fram till 1964 då även den revs när Södertäljevägen fick sitt nuvarande utseende.